# Isola Červjak
L'isola Červjak (in russo остров Червяк, ostrov Červjak) è un'isola russa del gruppo delle isole di Dem'jan Bednyj che fanno parte dell'arcipelago di Severnaja Zemlja e sono bagnate dal mare di Kara.
Amministrativamente fa parte del Tajmyrskij rajon del Territorio di Krasnojarsk, nel Distretto Federale Siberiano.

## Geografia
L'isola si trova nella parte nord-occidentale dell'arcipelago, a una distanza di circa 11 km a nord-ovest dell'isola Komsomolets. A sud di Červjak, a 800 m, si trova l'isola Utënok e 1,1 km verso nord-ovest c'è l'isola Severnyj; le isole sono collegate da banchi di sabbia e fra di esse ci sono 2 isolotti senza nome. Červjak ha una forma stretta e allungata, da qui il suo nome che in italiano significa "verme"; è lunga 750 m e larga 250 m.